# Musée des Arts et Métiers

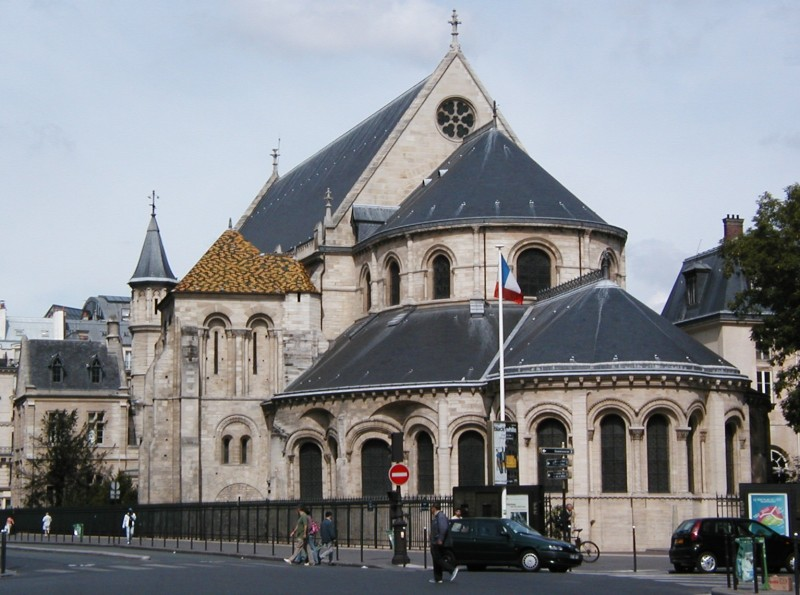
Ehemalige Klosterkirche St-Martin-des-Champs, heute Teil des Musée des arts et métiers

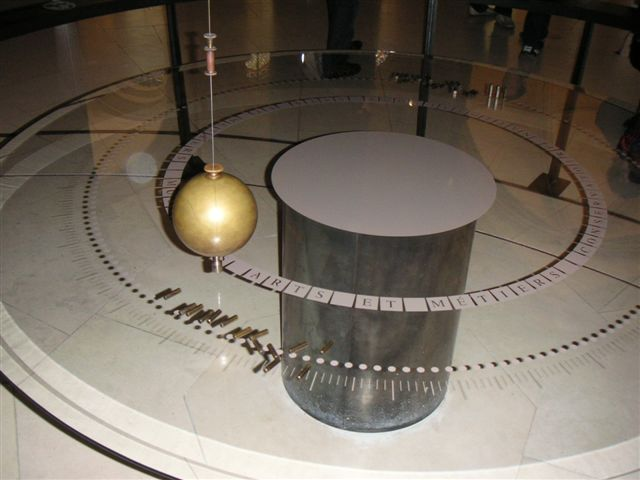
Das Foucaultsche Pendel im Musée des arts et métiers

Das Musée des Arts et Métiers ist ein Museum in Paris (3. Arrondissement), das die 1794 gegründete Sammlung des Conservatoire national des arts et métiers (CNAM, Kunst- und Gewerbeschule) beherbergt. Es nimmt unter anderem die Kirche und das Refektorium der ehemaligen Abtei St-Martin-des-Champs ein. 
In der Sammlung befinden sich viele wissenschaftliche Instrumente und Erfindungen, wie z. B. das Original des Foucaultschen Pendels oder der Fardier von Nicholas Cugnot. Auf 6.000 Quadratmetern werden 80.000 Exponate ausgestellt.
In der Reihenfolge des Besucherrundgangs umfasst die Sammlung folgende Abteilungen:
- 2. Etage
  - wissenschaftliche Instrumente
  - Materialien
- 1. Etage
  - Energie
  - Mechanik
  - Baukunst
  - Kommunikation
- Erdgeschoss
  - Transport
  - die Kirche (mit Foucaultschem Pendel und Blériots Flugzeug)

Umberto Eco siedelte in seinem Buch Das Foucaultsche Pendel den Höhepunkt des Geschehens im Musée des arts et métiers an.